# Градиште (Трпеза)
 Градиште је археолошки локалитет који се налази у месту Трпеза (општина Витина), датован у период између 100. и 1400. године. На налазишту су откривени остаци архитектуре из античког и средњовековног периода. Средњовековни град, о коме нема писаних извора, био је утврђен бедемом, приближно правоугаоног облика. Унутар зидина откривени су остаци грађевина. У близини су се налазили манастири Светог Арханђела и Светог Николе.